# Вулиця Грабова (Львів)
Вулиця Грабова — вулиця у Шевченківському районі міста Львів, місцевість Замарстинів. Пролягає від вулиці Замарстинівської до вулиці Міртової.

## Історія та забудова
Вулиця виникла у 1930-х роках, у 1938 році отримала офіційну назву вулиця Жимірського, на честь Францішка Жимірського, польського генерала. Сучасну назву має з 1950 року.
Вулиця пролягає у районі житлової багатоповерхової забудови 1970-х-1980-х років, проте до самої вулиці не приписано жодного будинку.